# Ghiacciaio Morelli
Il ghiacciaio Morelli (in inglese Morelli Glacier) è un ghiacciaio situato sulla costa di Eights, nella Terra di Ellsworth, in Antartide. Il ghiacciaio, il cui punto più alto si trova a circa 70 m s.l.m., è situato in particolare sul versante occidentale della penisola di King, all'incirca 34 km a sud-est di capo Waite, e da qui fluisce in direzione nord-est fino ad andare ad alimentare la piattaforma glaciale Abbot.

## Storia
Il ghiacciaio Morelli è stato mappato dallo United States Geological Survey (USGS) grazie a ricognizioni terrestri effettuate dallo stesso USGS e a fotografie aeree scattate dalla marina militare statunitense nel periodo 1960-66, ed è stato così battezzato dal Comitato consultivo dei nomi antartici in onore del glaciologo Panfilo S. Morelli, di stanza alla stazione Byrd nella stagione 1961-62.